# Blinnenhorn
Das Blinnenhorn (italienisch Corno Cieco) ist ein 3373,8 m ü. M. hoher Berg in der Leone-Gruppe südwestlich des Nufenenpasses. Über seinen Gipfel verläuft die Grenze zwischen dem Schweizer Kanton Wallis und der italienischen Provinz Verbano-Cusio-Ossola.
An seiner Ostflanke liegt der Ausgangspunkt des Griesgletschers.

## Lage
| \| \| |
|       |

 
 
 
 

Lage des Blinnenhorns in der Leone-Gruppe (links)
und in den Alpen (rechts in der Box).

Nach der SOIUSA-Einteilung gehört es zu den Lepontinischen Alpen.

## Beleg
1. 1 2  Höhe gemäss geo.admin.ch